# Jackson Showalter
Pour les articles homonymes, voir Showalter.
Jackson Whipps Showalter est un joueur d'échecs américain né le 4 février 1860 à Minerva (Kentucky) et mort le 6 février 1935 à Lexington (Kentucky) qui fut champion des États-Unis en 1890, 1892, 1894, 1895, 1896 et 1906.

## Palmarès

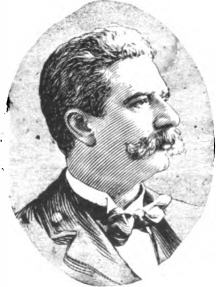
Portrait de Showalter paru en 1905.

Jackson Showalter était surnommé « le lion du Kentucky » à cause de sa coiffure abondante.
Showalter remporta plusieurs matchs pour le titre de champion des États-Unis. Il battit S. Lipschütz en 1890 et 1895, Max Judd en 1891-1892, Albert Hodges en 1894, Emil Kennedy et John Barry en 1896. Il perdit des matchs contre Lipschütz en 1892, contre Hodges en 1894, contre Harry Nelson Pillsbury en 1897 et 1898. À la mort de Pillsbury en 1906, Showalter fut considéré comme le champion des États-Unis jusqu'en 1909, lors qu'il perdit un match contre Frank Marshall. Showalter battit Janowski lors de deux matchs amicaux et lors d'un match à enjeu (250 dollars américains) en 1899 (+4 –1 =2).
Showalter remporta les tournois de Cincinnati 1888, Saint-Louis 1890 et Chicago 1890. Il termina neuvième du tournoi de New York 1889, troisième des tournois de New York 1893 (ex æquo avec Delmar et Lee) et de New York 1894 (ex æquo avec Hymes). En 1904, il termina cinquième du tournoi de Cambridge Springs remporté par Frank Marshall devant Emanuel Lasker.